# きょうだい (岩崎宏美のアルバム)
『きょうだい』は、1992年6月21日に発表された岩崎宏美（益田宏美名義）の22枚目のオリジナル・アルバム。益田宏美（ますだ ひろみ）名義で発表された。発売元はビクター音楽産業。
規格品番はVICL-283（CD）、2008年に再発売されたボックス・セットはVICL-62562（CD）。

## 解説
岩崎宏美の最初の結婚後、3枚目となるオリジナル・アルバム。第二子の妊娠・出産を経て、2人の子供の子育てをしながら制作されたアルバムで、益田宏美名義で発表された3枚のアルバムのうち最後の作品となる。アルバムタイトルも第二子が生まれて兄弟ができた心境を反映している。
益田宏美名義の『誕生 〜BIRTH〜』『家族 〜FAMILY〜』と合わせて「胎教&育児3部作」と称される。
『誕生 〜BIRTH〜』『家族 〜FAMILY〜』に引き続き、クラシック音楽の著名な楽曲に岩谷時子が日本語詞を作詞したものも収録されている。
全曲の作曲・編曲、オーケストレーション・指揮を樋口康雄、全曲の作詞・訳詞を岩谷時子が担当している。アルバムジャケットのイラストはおおた慶文。

### 復刻盤
2008年6月25日、益田宏美名義で発表された3枚のアルバムをまとめたボックス・セット『「誕生」「家族」「きょうだい」BOX』として復刻された。ボックス・セットは岩崎宏美名義で発売された。
復刻盤ボックス・セットには、ボーナス・トラックとして以下の曲のオリジナルカラオケが収録された。
- この愛を未来へ（47枚目のシングル『愛を+ワン』カップリング曲）

## 収録曲

### オリジナル盤
1. 愛を+ワン
  - 作詞：岩谷時子／作曲・編曲：樋口康雄
2. 真夜中はひとり
  - 作詞：岩谷時子／作曲・編曲：樋口康雄
3. 今はふたり
  - 作詞：岩谷時子／作曲・編曲：樋口康雄
4. 真珠貝の歌
  - 作詞：岩谷時子／作曲・編曲：樋口康雄
5. このこどこのこ
  - 作詞：岩谷時子／作曲・編曲：樋口康雄
6. ラブレター
  - 作詞：岩谷時子／作曲・編曲：樋口康雄
7. 子供
  - 作詞：岩谷時子／作曲・編曲：樋口康雄
8. おとな
  - リムスキー＝コルサコフ『交響組曲 シェヘラザード』より
  - 作詞：岩谷時子／作曲・編曲：樋口康雄
9. 街はバラード
  - 作詞：岩谷時子／作曲・編曲：樋口康雄
10. この愛を未来へ
  - 作詞：岩谷時子／作曲・編曲：樋口康雄

### CD（2008年盤）
1. 愛を+ワン
2. 真夜中はひとり
3. 今はふたり
4. 真珠貝の歌
5. このこどこのこ
6. ラブレター
7. 子供
8. おとな
9. 街はバラード
10. この愛を未来へ
11. この愛を未来へ（オリジナル・カラオケ）
  - ボーナス・トラック。シングル・バージョンを収録。

## 制作スタッフ
- Music・Conductor・Orchestration:樋口康雄
- Lyrics: 岩谷時子
- Director:小池秀彦
- Assistant Director:永野浩嗣
- Recording Engineer:秋元秀之・中越道夫・山田信正
- Remixing Engineer:中越道夫
- Mastering Engineer:伊藤俊之
- Assistant Engineer:岡雅幸・青沼隆志・山口奏・下山由多可・笛木晃・米田香保里・松尾尚実・中野正之
- Artist Management:小林利光
- Promotion:斉藤雅之
- Recording at VICTOR AOYAMA STUDIO・SOUND INN STUDIO・STUDIO Shangri-la
- Creative Direction:古賀民也
- Art Direction:山田充
- Illustration:おおた慶文
- Inner Sleeve Photo:古賀タクミ
- Special Thanks to:岡山智子（ピンポイント）

## オーケストラ
- Sax:ジェイク・H・コンセプション・平原誠
- Flute:藤山明・相馬充・小泉浩・高桑英世
- Oboe:石橋雅一・柴山洋
- Clarinet:星野正・板倉康明
- Fagotto:大畠條亮
- Horn:山田栄重・南浩之・藤田己比古
- Trumpet:小林正弘
- Trombone:三田治美・岡田澄雄
- Harp:山川恵子・早川利佐子
- Piano:市川秀男・美野春樹・菊池ひみこ・森村献・海出景広
- Guitar:田代耕一郎・千代正行・笛吹利明
- Percussion:高田みどり・春名禎子・金山功・草刈とも子・藤井珠緒
- Latin Percussion:穴井忠臣・木村誠・鳴島英治・菅原裕紀・川瀬正人
- Strings:佐藤野百合スーパー・ストリングス
- Violin:調布柴崎
- Chorus:比山貴咏史・木戸泰弘・広谷順子・杉並児童合唱団
- Synthesizer Operator:鈴木浩之
- Synthesizer Player:菊池ひみこ・樋口康雄・海出景広
- Pupil:益田元気
- Coordinator:太田繁明・渡辺良一